# Burg Pissenheim
Die Burg Pissenheim ist eine ehemalige Wasserburg und heutiges Wohnhaus im Nideggener Stadtteil Muldenau (Barbarastraße 15) im Kreis Düren in Nordrhein-Westfalen.
Bei dem aus der Zeit um 1500 stammenden Herrenhaus der früheren Wasserburg in Muldenau, früher „Pissenheim“, handelte es sich um eine vierflügelige Burganlage um den Innenhof mit dem Tor zur Barbarastraße.
Das zweiflügelige nicht unterkellerte Herrenhaus zeigt hohe spitze Giebel und Reste von Kreuzstockfenstern und Fenster aus dem 18. bis 19. Jahrhundert aus Sandstein. Die mit Bruchstein gemauerten Wirtschaftsgebäude tragen Satteldächer. Das Nachbargebäude gehörte teilweise zur Burg. Am 17. Dezember 1984 wurde das Gebäude als Denkmal eingetragen.